# Webképregény

XKCD: A Wikipédia tiltakozója "idézni kell" táblával.

A webképregény, online képregény, vagy Internetes képregény az olyan képregény megnevezése, melyet egy weboldal közöl. Bár sok képregény kizárólag az online felületen jelenik meg, sokat publikálnak magazinokban, újságokban, vagy házilag kiadott kötetekben.
Szinte bárki készíthet és publikálhat webképregényt. A webképregények között találhatunk hagyományos értelemben vett kép-regényt, de lehetnek párkockás képregénycsíkok is. Fajtáját és témáját tekintve szinte semmiféle megkötés nincs.